# Avenida Huancavelica
La Avenida Huancavelica es una de las principales avenidas de la ciudad de Huancayo, en el Perú. Considerada históricamente como la segunda avenida de la ciudad al ser paralela a la Calle Real, formar parte de la Zona Monumental de Huancayo y cruzar prácticamente toda la ciudad. Se extiende de norte a sur en los distritos de El Tambo, Huancayo y Chilca. Esta es la vía donde todos los domingos se realiza la Feria Dominical de Huancayo luego de que, en los años 1980 se dispusiera que esta ya no se realizara en la Calle Real, principal vía de la ciudad..
La Avenida Huancavelica recibe tráfico público y privado y, a diferencia de otras vías paralelas, es la principal vía de la ciudad que transporta en un 80% a 90% vehículos de carga pesada. Ello debido a que es una de las principales vías de ingreso y de salida a la ciudad de Huancayo contando en sus terrenos colindantes varios lugares de influencia como centros comerciales, clínicas y hospitales, bancos, instituciones privadas y colegios.

## Recorrido
La avenida inicia en los límites del Fundo La Encantada ubicado en el extremo norte de la ciudad. Desde ahí, hasta su cruce con la Avenida Evitamiento es una vía sin asfaltar. Desde este punto es una avenida de cuatro carriles con jardín divisorio central. Divide las urbanizaciones Alborada y Gonzáles, a su lado este, de la urbanización la Estancia al lado occidente en un sector eminentemente residencial del distrito de El Tambo. Tras estas, a su lado occidental, se levanta el Hospital Ramiro Priale Prialé administrado por EsSalud desembocando en el Ovalo Huancavelica, el primero de tres que se marcan en su recorrido. Desde ese punto, la avenida marca una zona comercial, con bastante prevalencia de comercio de autopartes, hasta la altura del estadio del Colegio Mariscal Castilla a su lado este donde retoma su carácter residencial. En su última cuadra dentro del distrito de El Tambo, la avenida separa el Colegio Salesiano Santa Rosa del Colegio Técnico "Don Bosco", las dos obras educativas de los sacerdotes salesianos en Huancayo.
Tras cruzar el río Shullcas por el puente Don Bosco, uno de los puentes más antiguos de la ciudad en cruzar ese río, la avenida ingresa al distrito de Huancayo manteniendo su carácter residencial y con comercio local. En su lado este, en la esquina con el jirón Puno, se levanta el edificio del Hospital Materno-Infantil El Carmen y, cuadras más adelante, el Coliseo Wanka como parte del Complejo Deportivo 3 de Octubre, última instalación antes de su ingreso al distrito de Chilca. Es en estas cuadras correspondientes al distrito de Huancayo donde, cada domingo, se celebra la Feria Dominical de Huancayo. En Chilca cruza cuatro avenidas principales. Primero la Avenida Ferrocarril, la Avenida Leoncio Prado y la Avenida 9 de Diciembre en cuyo cruce se levanta el segundo óvalo de su recorrido que conforma el denominado Parque de los Héroes. Tres este óvalo, a su lado oeste se levanta el local de la Municipalidad Distrital de Chilca y, tres cuadras más adelante, el Óvalo de Coto Coto, tercero de su recorrido en su cruce con la Avenida Próceres.
La vía termina abruptamente dos cuadras luego del óvalo en los terrenos del Campo Ferial Coto Coto.